# Resolució 774 del Consell de Seguretat de les Nacions Unides
La Resolució 774 del Consell de Seguretat de les Nacions Unides, fou adoptada per unanimitat el 26 d'agost de 1992. Després de reafirmar totes les resolucions anteriors sobre Xipre, el Consell va assenyalar que, encara que s'havien avançat en les negociacions entre les dues comunitats sobre Xipre, encara hi havia dificultats per implementar plenament la Resolució 750 (1992).
El Consell va reafirmar que la disputa de Xipre s'havia de saldar sobre la base d'un únic Estat de Xipre amb una única sobirania i una ciutadania, una federació bicomunal i bizonal, que exclouria la unió en part del tot amb qualsevol altre país, o la secessió. Va aprovar el "conjunt d'idees" i els ajustaments territorials com a base per a un acord marc, tot i que estava d'acord amb el Secretari General de les Nacions Unides que la idea encara no s'havia desenvolupat completament.
La resolució insta a la República de Xipre i a Xipre del Nord a continuar les converses a la seu de les Nacions Unides quan es trobin cara a cara amb el secretari general Boutros Boutros-Ghali el 26 d'octubre de 1992. Després d'una conclusió satisfactòria de les converses, el Consell va reafirmar la seva posició que s'havia de celebrar una conferència d'alt nivell amb els líders de les dues comunitats i amb els líders de Grècia i Turquia per concloure un acord global, expressant l'expectativa que es conclogués un acord en 1992 i es posés en pràctica en 1993.
La resolució 774 també va declarar que el statu quo actual era inacceptable i que si les futures negociacions fracassaven, va demanar al secretari general que identifiqués els motius del fracàs i recomanés al Consell altres causes d'actuació per resoldre la controvèrsia. La resolució també va confirmar la continuïtat del Tractat de Garantia signat el 1960.